# Pallone d'oro 2008

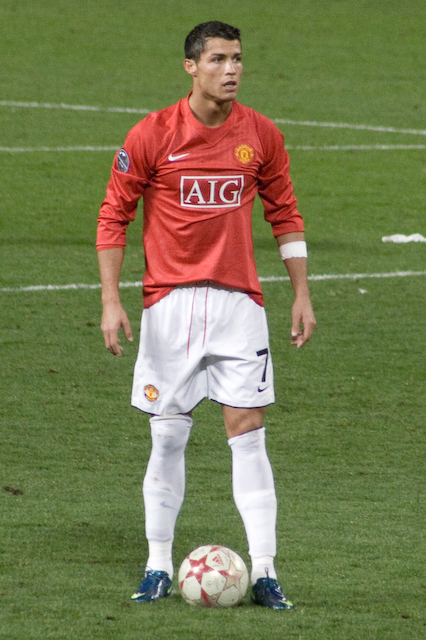
Cristiano Ronaldo, vincitore del Pallone d'oro 2008

L’edizione 2008 del Pallone d'oro, 53ª edizione del premio calcistico istituito dalla rivista francese France Football, è stata assegnata il 2 dicembre 2008 ed è stata vinta da Cristiano Ronaldo, portoghese del Manchester United.
Come per l'edizione 2007, hanno partecipato i giocatori di tutto il mondo e anche i giurati non sono stati solo europei.